# Aba Sport
ABA Sport es una compañía mexicana fundada en 1991, con sede en Monterrey, ciudad ubicada en el estado de Nuevo León, México. Se dedica a la fabricación de equipamiento deportivo.

## Historia
Fundada en 1991, ya para 1994 Aba Sport ganó el concurso de la Federación Mexicana de Futbol para ser el fabricante oficial del combinado nacional. El dueño de la marca fue Jorge Lankenau, ex banquero y empresario mexicano.
Patrocinó durante nueve años a los Rayados de Monterrey, cuatro a las Chivas de Guadalajara, tres a los Tecos de la UAG y un año a los Tigres de la UANL; también realizó las camisetas de la selecciones de  México (1995-1999), Guatemala y Venezuela (ambas entre 1997 a 1999). 
El diseño de la camiseta que utilizó México en la Copa Mundial de Fútbol de 1998 fue catalogada por la revista Four Four Two, como una de las mejores camisetas de la historia, donde ocupó el lugar 11 de 50.
Después del año 2000, Aba Sport no tuvo ningún contrato con un club deportivo debido a la imagen pública negativa del dueño. Actualmente, la marca solo hace reediciones de los equipos que patrocinó en su época dorada.

## Equipos patrocinados
América del Norte
- Monterrey (1991-99)
- Guadalajara (1993-97)
- Atlético Morelia (1994-95)
- C. S. D. Municipal (1994-96)
- Atlas (1994-96)
- Santos Laguna (1994-96)
- Tecos de la UAG (1994-96)
- Tigres de la UANL (1995-96)
- México (1995-98)
- México sub-17 (1997)
- Philadelphia KiXX (1997)
- Olimpia (1997-00)
- México femenina (1998)
- Guatemala (1998-99)
- Comunicaciones (1999)
- Club Deportivo FAS

América del Sur
- Talleres de Remedios de Escalada (1997)
- Ferro Carril Oeste (1997)
- Venezuela (1998-99)